# Winterswijk

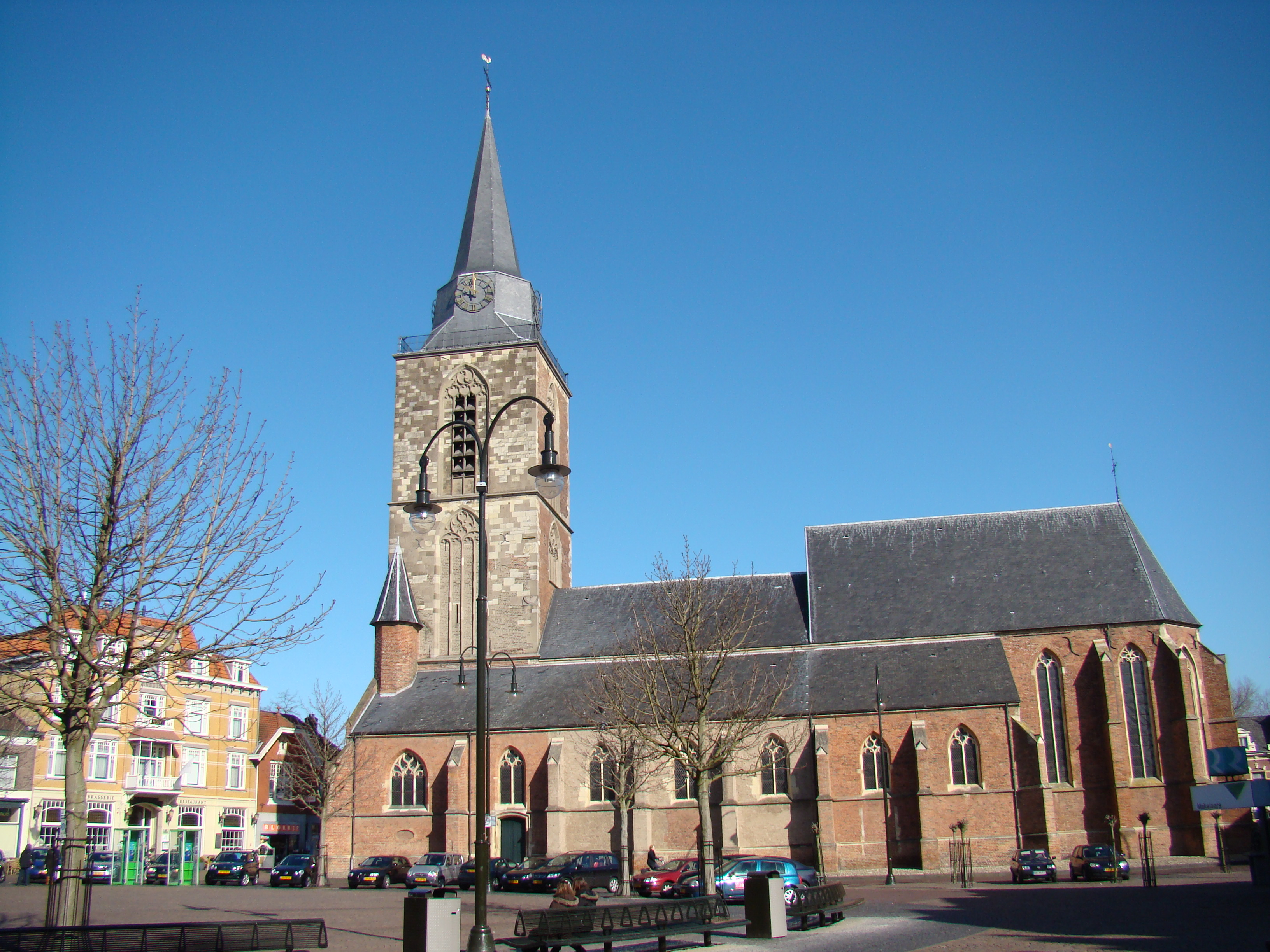
Kirche und Markt von Winterswijk

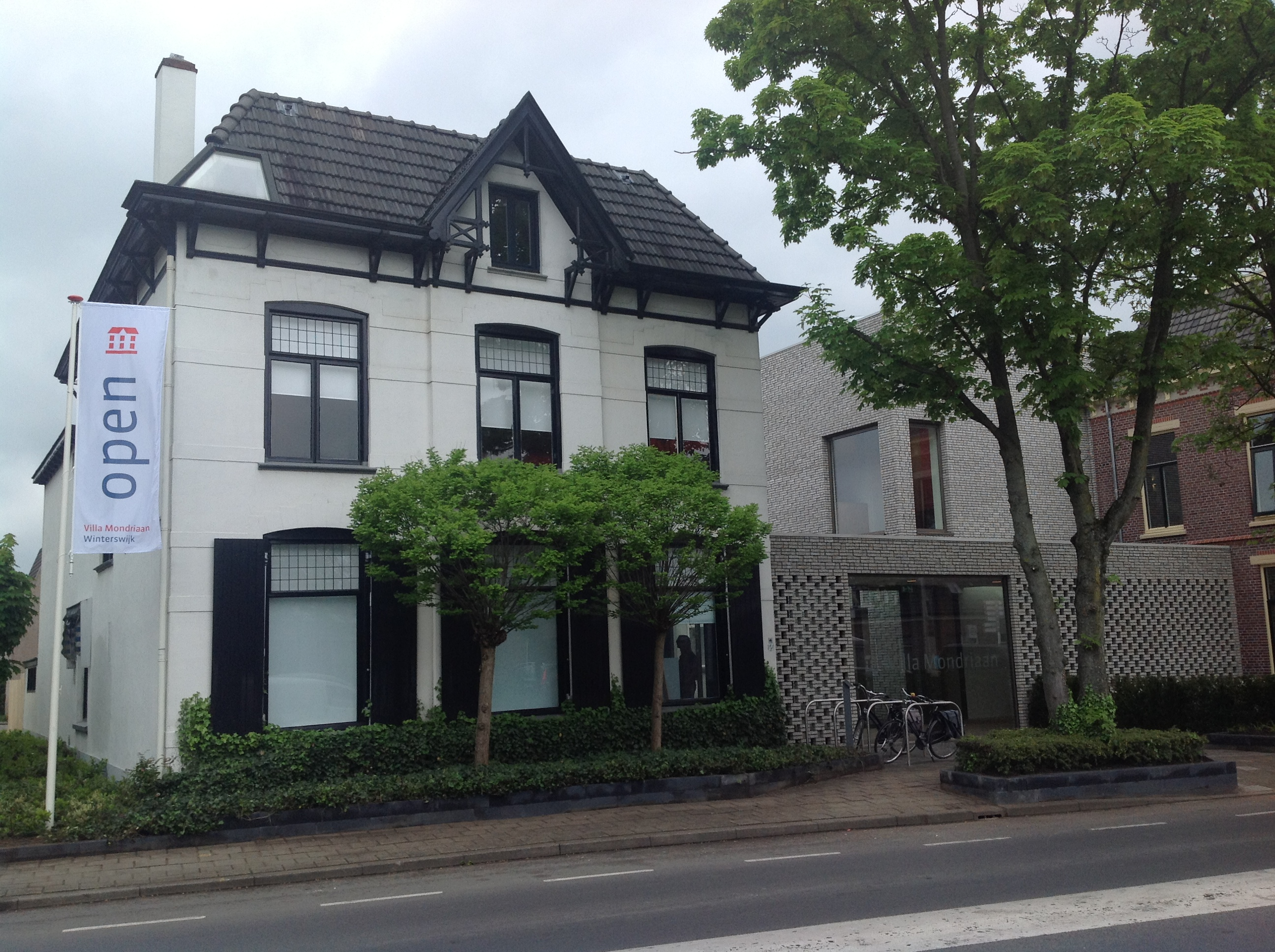
Villa Mondriaan

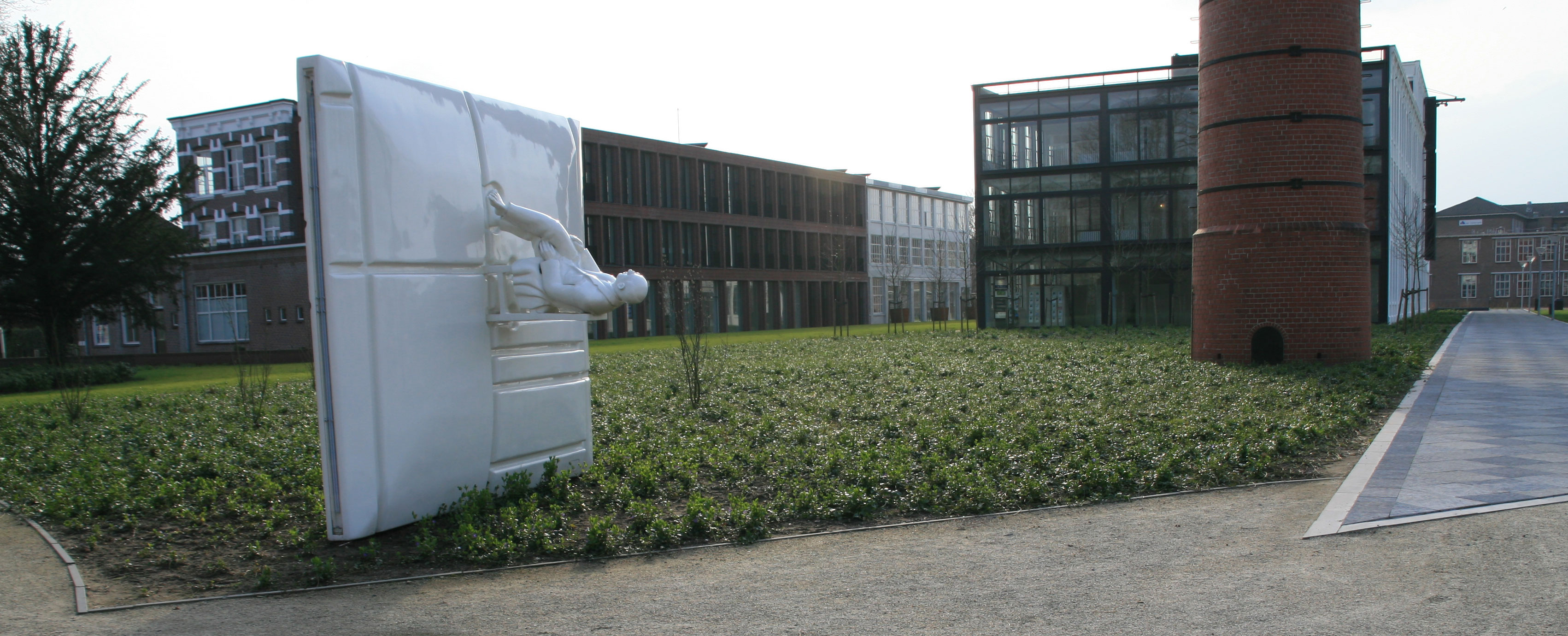
Mondriaanmonument

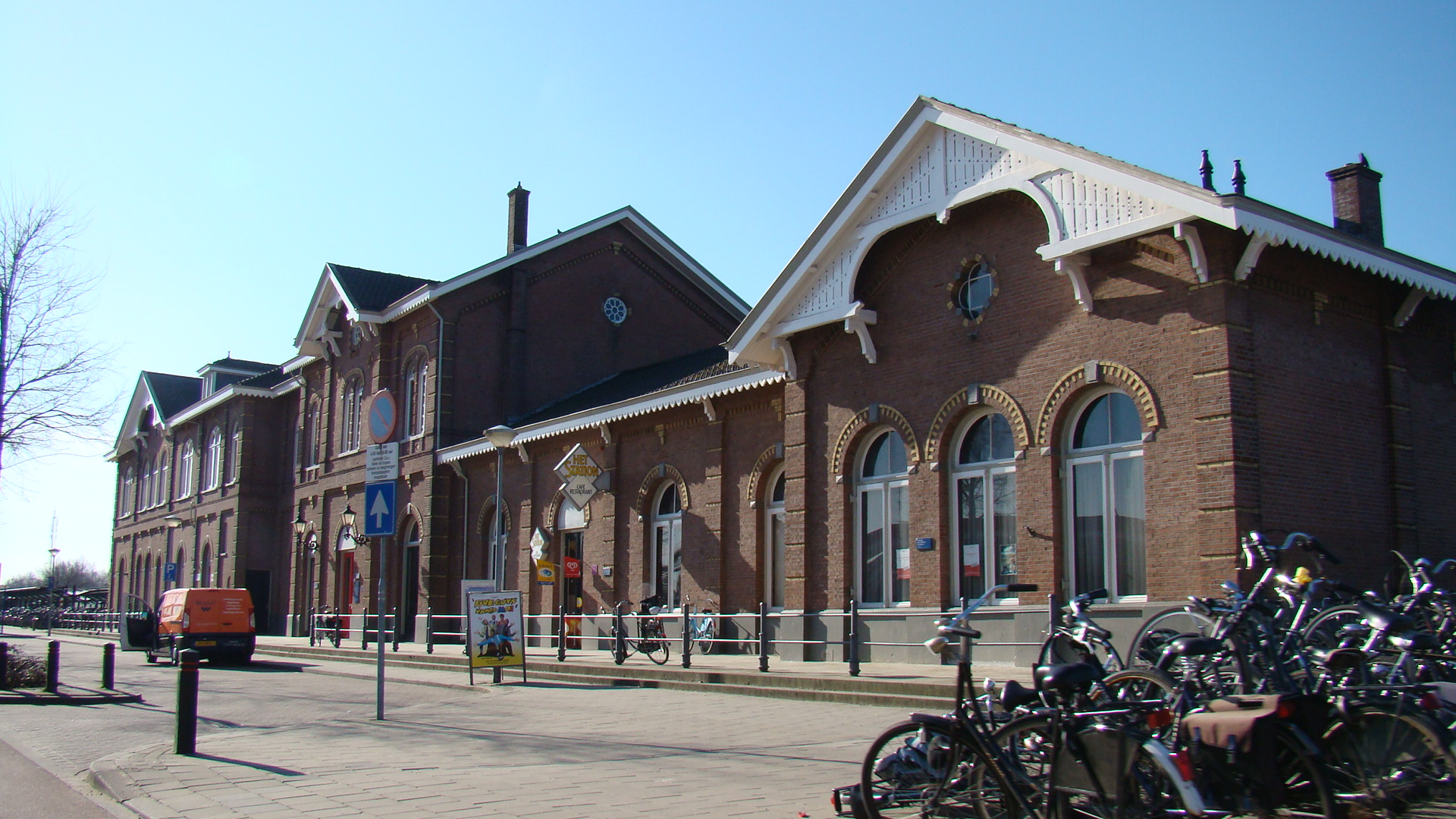
Bahnhof von Winterswijk

Winterswijk (niederländisch [vɪntərsvɛik] anhörenⓘ; deutsch Winterswick) ist eine niederländische, im Achterhoek gelegene Gemeinde der Provinz Gelderland. Sie hatte am 1. Januar 2025 nach Angaben des CBS 29.217 Einwohner.

## Geografie und Bahnverkehr
Zur Gemeinde gehören auch viele kleine Bauerschaften, sogenannte „buurtschappen“. Davon ist Meddo mit etwa 1400 Einwohnern die größte.
Winterswijk ist die östlichste Gemeinde Gelderlands. Sie grenzt auf drei Seiten an deutsche Gemeinden: Vreden, Südlohn, Borken, Rhede und Bocholt.
Regionalzüge fahren vom Bahnhof Winterswijk nach Zutphen und über Doetinchem nach Arnheim. Die Bahnstrecke nach Borken (Westf) ist wie die Bahnverbindung nach Bocholt stillgelegt und abgebaut. 1989 überließen die Nederlandse Spoorwegen das Gelände der Bahntrasse der Stiftung Het Geldersch Landschap zum Zwecke des Landschaftsschutzes. So entstand das Naturschutzgebiet Borkense Baan (Borkener Bahn).
Aus Deutschland ist Winterswijk mit dem Bus von Vreden sowie mit einigen Fahrten des Bürgerbusses ab Südlohn-Oeding zu erreichen; hinzu kommt die Taxibus-Verbindung mit Bocholt-Barlo. Als 1987 die Bürgerbus-Strecke nach Deutschland eingerichtet wurde, war dies die weltweit erste grenzüberschreitende Bürgerbus-Verbindung.

## Geschichte
Winterswijk wurde das um das Jahr 1000 erstmals als Kirchspiel urkundlich erwähnt. Im niederdeutschen Sprachraum steht die Endung -wik für „Zaun“ im Sinne eines umzäunten Gebietes.
Im Mittelalter war Winterswijk ein Haupthof des Hochstifts Münster, von dem aus dessen umliegende Besitzungen verwaltet wurden. Den Nachbarn, den Grafen von Geldern, war dieser Vorposten des Bischofs von Münster ein Dorn im Auge. So kam es, dass Winterswijk im Zuge der Bredevoorter Fehde 1324/1325 von Gefolgsleuten des Grafen Rainald II. verwüstet wurde. Im Nachgang des Friedens von Wesel 1326 wurde Graf Rainald II. zum Herrn von Bredevoort. Infolgedessen waren die Grafen von Geldern als Herren von Bredevoort im Spätmittelalter und in der Frühen Neuzeit die Lehnsherren der Bauern von Winterswijk.
1647 ließen sich die ersten Juden in Winterswijk nieder. Bis ins frühe 19. Jahrhundert war Winterswijk ein ruhiges Bauerndorf. Die damals noch nicht meliorierten, vergleichsweise sandigen Böden trugen keine guten Ernten. Deshalb setzten die Bauern auf die Viehzucht (mehr als auf den Ackerbau), zudem betrieben ihre Familien für ihren Lebensunterhalt etwas Textilhandwerk im Verlagssystem.
Die Industrialisierung erreichte Winterswijk seit der Mitte des 19. Jahrhunderts. 1861 ließ die Kaufmannsfamilie Willink in Winterswijk eine „Dampfweberei“ bauen: eine Weberei, deren Webstühle von einer Dampfmaschine angetrieben wurden. Sie war später, nach einer Fusion, unter den Namen Blijdenstein-Willink bekannt. Aus ihr ging 1888, eine Generation später, die Tricotfabriek genannte Textilfabrik von Gerrit Jan Willink hervor sowie die Textilfabrik De Batavier. Binnen weniger Jahrzehnte entstanden weitere Textilfabriken, darunter die für ihre Baumwollstoffe bekannte Weberei Meijerink & Zonen, De Hazewind (nach ihren Besitzern auch Poppers & Weidemann genannt) und schließlich die Textilfabrik De Tuunte. Anfang des 20. Jahrhunderts war Winterswijk zu einem Zentrum der niederländischen Textilindustrie geworden. Tausende von Arbeitern und ihre Familien zogen nach Winterswijk. 1878 wurde die Bahnstrecke Zutphen–Winterswijk eröffnet, 1880 wurde das Bahnhofsgebäude und der Güterbahnhof fertiggestellt.
Für den Bau der Fabriken und der Arbeiterwohnungen wurden auch örtliche Steinbrüche genutzt. Winterswijk liegt am Rande eines Kalksteinplateaus. In einem der Steinbrüche (Steengroeve genannt, in der Bauerschaft Ratum, nahe der deutschen Grenze) wird in der Trias entstandener Kalkstein gewonnen. Sammler finden dort Fossilien aus dem Muschelkalk. Im Sommer veranstaltet ein örtlicher Verein für Geologie dort samstags Führungen. Winterswijk ist der einzige Ort in den Niederlanden, wo dies möglich ist.
Zur Textilindustrie und zur Baustoffindustrie, die sich aus den Steinbrüchen entwickelte, kam als dritter Industriezweig in Winterswijk der Fahrzeugbau. Der bedeutendste Betrieb war der Karosseriebauer Hoekstra, der Lastwagen und Busse baute. Der Carrosseriebedrijf Hoekstra schloss nach 112 Jahren Ende 2011.
Nach 1933 war Winterswijk der erste Zufluchtsort für viele Flüchtlinge aus Deutschland, vor allem Juden, die sich über den weniger streng kontrollierten Grenzübergang Oeding – Kotten in die Niederlande retteten. Am 10. Mai 1940, dem ersten Tag des deutschen Überfalls auf die Niederlande, wurde Winterswijk von Truppen der Wehrmacht besetzt. Am 10. Januar 1941 mussten alle 287 damals noch in Winterswijk lebenden Juden, die älter als 8 Jahre waren, darunter 42 Deutsche, sich registrieren lassen. Ab Oktober 1941 wurden sie verhaftet. Die meisten von ihnen wurden in das Durchgangslager Westerbork verbracht und später in den Vernichtungslagern Auschwitz-Birkenau und Sobibór ermordet. Als Antwort auf die deutsche Besatzung bildeten sich in Winterswijk mehrere Zellen des verzet, der niederländischen Widerstandsbewegung. Am 31. März 1945 wurde Winterswijk von der 53rd (Welsh) Infantry Division der British Army befreit.
In den späten 1950er und vor allem in den 1960er Jahren kamen – zumal an den Samstagen und an Feiertagen in Deutschland – Abertausende von Deutschen in das grenznahe, vom Ruhrgebiet gut zu erreichende Winterswijk, um dort vor allem Lebensmittel und Kleidung einzukaufen. Winterswijk galt damals als der „Supermarkt des Ruhrgebiets“. Die Kaufleute in Winterswijk bauten ihre Geschäfte aus, öffneten samstags schon um 7 Uhr und warben mit Plakaten wie „1940: Kanonen statt Butter – heute: Butter statt Kanonen“ (eine Anspielung auf den deutschen Überfall 1940) um die deutsche Kundschaft.
In den 1970er Jahren geriet die Textilindustrie in Winterswijk – nicht anders als wenig später auch auf der anderen Seite der Grenze, im Westmünsterland – in eine schwere Krise. Meijerink wurde von einem Konkurrenten übernommen, die Fabrik Hazewind Kleding schloss 1973, die Tricotfabriek 1978 und die Textilfabrik De Batavier 1980.

## Wirtschaft
Die ehemals bedeutende Textilindustrie wird heutzutage durch andere, kleine Betriebe vieler Art ersetzt. Angesichts der vielen Radwege in der an kleinen Waldstücken reichen Umgebung mit diversen alten Mühlen und Bauernhöfen ist auch der Tourismus von Bedeutung.

## Politik

### Sitzverteilung im Gemeinderat
Der Gemeinderat wird seit 1982 folgendermaßen gebildet:
| Partei                  | Sitze | Sitze | Sitze | Sitze | Sitze | Sitze | Sitze | Sitze | Sitze | Sitze | Sitze |
| Partei                  | 1982  | 1986  | 1990  | 1994  | 1998  | 2002  | 2006  | 2010  | 2014  | 2018  | 2022  |
| ----------------------- | ----- | ----- | ----- | ----- | ----- | ----- | ----- | ----- | ----- | ----- | ----- |
| Voor Winterswijk a      | –     | –     | –     | –     | –     | –     | –     | –     | –     | –     | 5     |
| CDA                     | 6     | 6     | 6     | 5     | 5     | 5     | 3     | 4     | 4     | 7     | 4     |
| Morgen Winterswijk      | –     | –     | –     | –     | –     | –     | –     | –     | –     | –     | 3     |
| D66                     | 1     | 1     | 2     | 2     | 1     | 1     | –     | –     | 1     | 1     | 3     |
| PvdA                    | 7     | 9     | 8     | 6     | 7     | 6     | 6     | 4     | 3     | 2     | 2     |
| Winterswijks Belang     | –     | –     | –     | –     | –     | –     | 8     | 5     | 6     | 5     | 2     |
| VVD a                   | 6     | 4     | 4     | 5     | 6     | 7     | 2     | 5     | 4     | 4     | 2     |
| Lijst Heming            | –     | –     | –     | –     | –     | –     | –     | –     | –     | –     | 0     |
| GroenLinks              | –     | –     | –     | –     | –     | –     | –     | –     | –     | 2     | –     |
| Kansrijk Winterswijk    | –     | –     | –     | –     | –     | –     | –     | –     | –     | 0     | –     |
| SP                      | –     | –     | –     | –     | –     | –     | –     | 2     | 3     | –     | –     |
| Lijst Tolsma            | –     | –     | –     | –     | –     | –     | –     | –     | 0     | –     | –     |
| Progressief Winterswijk | 1     | 1     | 1     | 3     | 2     | 2     | 2     | 1     | –     | –     | –     |
| Gesamt                  | 21    | 21    | 21    | 21    | 21    | 21    | 21    | 21    | 21    | 21    | 21    |

Anmerkungen

### Kollegium von Bürgermeister und Beigeordneten
Folgende Personen gehören zum Kollegium:
Bürgermeister
- Joris Bengevoord (GroenLinks)

Beigeordnete
- Ilse Saris (CDA)
- Wim Aalderink (Winterswijks Belang)
- Wim Elferdink (CDA)

Gemeindesekretär
- Alwin Oortgiesen

## Sehenswürdigkeiten
Im Jahre 2006 wurde ein Denkmal für den Maler Piet Mondrian errichtet, der in Winterswijk einen Teil seiner Jugend von 1880 bis 1892 verbrachte. Sein Vater war Lehrer an einer Schule im Nebenhaus. Das Werk wurde von den niederländischen Künstlern Dedden & Keizer (Albert Dedden und Paul Keizer) aus Deventer entworfen.
Seit Mai 2013 beherbergt das einstige Wohnhaus unter dem Namen „Villa Mondriaan“ ein Museum für Mondrians „Winterswijker Zeit“. Die Zeichnungen und Gemälde Mondrians zeigen die Einflüsse zum Beispiel der zeitgenössischen Haager Schule. Zu sehen sind auch Werke von Verwandten Mondrians, und von modernen Künstlern, die sich mit Mondrian auseinandergesetzt haben.
Es gibt ein Heimatmuseum (Frerikshuis) an der Straße Richtung Groenlo.

## Persönlichkeiten
Winterswijk ist der Geburtsort der Autorin Johanna Reiss (geb. de Leeuw), die in ihren autobiographischen Büchern Und im Fenster der Himmel und Wie wird es morgen sein? als Jüdin ihre Erlebnisse zur Zeit der nationalsozialistischen Besetzung und der Nachkriegszeit in Winterswijk und einem Dorf nahe Enschede (Usselo) beschreibt. Und im Fenster der Himmel gilt in Deutschland – neben dem Tagebuch der Anne Frank – als die populärste/eindrucksvollste Schilderung der Judenverfolgung für Heranwachsende. Johanna Reiss setzt sich in ihren autobiographischen Schilderungen, besonders in Wie wird es morgen sein? sehr kritisch mit der ortsansässigen Bevölkerung auseinander. In den Niederlanden/Winterswijk sind die Werke von Johanna Reiss (weitgehend) unbekannt.
In Winterswijk wurde auch die Widerstandskämpferin Helena Kuipers-Rietberg geboren. Sie baute ab Mai 1940 in der Region Winterswijk/Aalten und Bocholt/Borken eine grenzübergreifende Widerstandsbewegung auf, wurde 1944 im Zuge eines Verrates vom deutschen SD verhaftet und in das KZ Ravensbrück überstellt, wo sie Ende 1944 ums Leben kam. Im Mai 1954 enthüllte Königin Wilhelmina ein Denkmal für Helena Kuipers-Rietberg neben dem Rathaus von Winterswijk. In den Niederlanden/Winterswijk ist sie als „Tante Riek“ bekannt.
Weitere in Winterswijk geborene Persönlichkeiten:
- Jacob Hemelrijk (1888–1973), Rektor des Murmellius Gymnasiums und Stadtrat im nordholländischen Bergen
- Geerto Snijder (1896–1992), Archäologe und Kollaborateur
- Willem van Otterloo (1907–1978), Dirigent, Cellist und Komponist
- Herman van Engeland (1943–2016), Mediziner, Kinder- und Jugendpsychiater und Hochschullehrer
- Gerrit Komrij (1944–2012), Dichter
- Dick Mol (* 1955), Mammut-Experte
- Volkert Engelsman (* 1957), Geschäftsmann und Pionier in der biologischen Agrarwirtschaft
- Jairo Hooi (* 1978), Volleyballspieler und -trainer
- Myrthe Schoot (* 1988), Volleyballspielerin
- Lynn Knippenborg (* 1992), Handballspielerin
- Vivian Sevenich (* 1993), Wasserballspielerin
- Haris Memiç (* 1995), Fußballspieler
- Bart Straalman (* 1996), Fußballspieler
- Devin Haen (* 2004), Fußballspieler
- Othniël Raterink (* 2006), Fußballspieler

## Trivia
Eine Kurzgeschichte von Şener Saltürk trägt den Namen der Gemeinde als Titel.
Winterswijk ist der Austragungsort des jährlichen Ukulele-Hotspots, eines dreitägigen Treffens der europäischen Ukulelenspieler, die am Samstag des Treffens öffentliche Konzerte in der Fußgängerzone geben.